# Dancing on the Ceiling
| Оценки критиков  | Оценки критиков |
| Источник         | Оценка          |
| ---------------- | --------------- |
| AllMusic         | [ 1 ]           |
| Robert Christgau | B+              |
| Rolling Stone    | (favorable)     |

Dancing on the Ceiling (с англ. — «Танцы на потолке») — третий студийный альбом американского соул-певца Лайонела Ричи, вышедший 5 августа 1986 года на лейбле Motown. Продюсерами были Ричи, Джеймс Энтони Кармайкл и Дэвид Фостер. Диск возглавил хит-парад Billboard 200. Песня «Say You, Say Me» возглавили американский хит-парад синглов.

## Об альбоме
Dancing on the Ceiling вышел 5 августа 1986 года. В США было продано 4 млн копий и он стал первым альбомом, получившим одновременно все сертификации Recording Industry Association of America (серебряную, золотую, платиновую, двойную платиновую) впервые после учреждения двойной платиновой в 1984 году. Для рекламы альбома был организован концертный тур по 40 городам, названный «Outrageous». Первый его концерт прошёл в Финиксе (Аризона).
Dancing on the Ceiling достиг первого места в основном хит-параде США Billboard Hot 200. Титульный трек стал вторым успешным хитом с диска, достигну второго места в сингловом чарте США и 7-го места в UK Singles Chart, уступив «Say You, Say Me». также в десятку лучших Top-10 синглов попали «Love Will Conquer All» (№ 9 в США и № 45 в Великобритании) и «Ballerina Girl» (№ 7 в США и № 17 в Великобритании). Песня «Deep River Woman» достигла 10-го места в кантри-чарте Billboard Hot Country Singles.
Альбом получил положительные отзывы музыкальных критиков и интернет-изданий: AllMusic, Robert Christgau, Rolling Stone.

## Список композиций
Все треки продюсировал Лайонел Ричи и James Anthony Carmichael, кроме «Night Train (Smooth Alligator)», который продюсировал Нарада Майкл Уолден.

### Издание 1986 года
| №  | Название | Текст песни                 | Музыка                                                                    | Длительность |
| -- | --- | --------------------------- | ------------------------------------------------------------------------- | ------------ |
| 1. | «Dancing on the Ceiling» | Лайонел Ричи                | Ричи, Carlos Rios, Michael Frenchik                                       | 4:30         |
| 2. | «Se La» | Ричи                        | Ричи, Greg Phillinganes                                                   | 5:22         |
| 3. | «Ballerina Girl» | Ричи                        | Ричи                                                                      | 3:38         |
| 4. | «Don't Stop» | Ричи                        | Ричи, John Barnes                                                         | 7:43         |
| 5. | «Deep River Woman» (бэк-вокал: Alabama)                                                                                              | Ричи                        | Ричи                                                                      | 4:35         |
| 6. | «Love Will Conquer All» | Ричи, Синтия Вайль          | Ричи, Phillinganes                                                        | 5:40         |
| 7. | «Tonight Will Be Alright» (бэк-вокал: Richard Marx)                                                                                  | Ричи                        | Ричи                                                                      | 5:06         |
| 8. | «Say You, Say Me» | Ричи                        | Ричи                                                                      | 4:00         |
| 9. | «Night Train (Smooth Alligator)» (бонусный трек, был только на компакт-диске и аудио-кассете и на виниловом диске фирмы "Балкантон") | Jeffrey Cohen, Ray St. John | Нарада Майкл Уолден, Preston Glass, Уолтер Афанасьефф, Sade, Ray St. John | 4:59         |

### Переиздание 2003 года
| №   | Название                                                                  | Текст песни        | Музыка                           | Длительность |
| --- | ------------------------------------------------------------------------- | ------------------ | -------------------------------- | ------------ |
| 10. | «Dancing on the Ceiling» (12-дюймовая версия)                             | Ричи               | Mike Frenchik, Ричи, Carlos Rios | 7:10         |
| 11. | «Se La» (12-дюймовая версия - ремикс от Steve Thompson, Michael Barbiero) | Ричи               | Greg Phillinganes, Ричи          | 8:12         |
| 12. | «Don't Stop» (12-дюймовая версия)                                         | Ричи               | John Barnes, Ричи                | 9:40         |
| 13. | «Love Will Conquer All» (ремикс от Шепа Петтибона)                        | Ричи, Синтия Вайль | Greg Phillinganes, Ричи          | 7:01         |

## Участники записи
Музыканты
- Лайонел Ричи — вокал (1-9), ритм-аранжировки (1, 2, 3, 5-8), вокальные аранжировки (1-8), аранжировки хора (2), аранжировки (4), ударные (6), клавишные (7, 8)
- John Barnes — фортепиано (1), синтезаторы (4), Synclavier (4), аранжировки (4)
- Michael Boddicker — синтезаторы (1, 2, 3, 5-9)
- Carlos Rios — синтезаторы (1), гитара (1, 2, 7), ритм-аранжировки (1), акустическая гитара (8)
- Steve MacMillan — звуковые эффекты (1)
- Ken Caillat — звуковые эффекты (1)
- Tom Jones — звуковые эффекты (1)
- Greg Phillinganes — клавишные (2, 5, 7, 8), синтезаторы (2, 6), ударные (2, 6), ритм-аранжировки (2, 6), Minimoog bass (8)
- John Robinson — ударные (1, 8)
- Paul Leim — ударные (2, 3, 5, 7), драм-машина (8), дополнительные ударные (9)
- Нарада Майкл Уолден — ударные (9), драм-программирование (9), аранжировки (9), вокальные аранжировки (9)
- Paulinho Da Costa — перкуссия (2, 4, 7, 8, 9)
- Sheila E. — перкуссия (4)
- другие…

## Позиции в чартах

### Еженедельные чарты
| Год  | Чарт                            | Высшая позиция |
| ---- | ------------------------------- | -------------- |
| 1986 | США, Billboard 200              | 1              |
| 1986 | Великобритания, UK Albums Chart | 2              |

## Сертификации
| Регион | Сертификация  | Продажи    |
| --- | ------------- | ---------- |
| Бельгия (BEA) | Золотой       | 25 000*    |
| Канада (Music Canada) | 3× Платиновый | 300 000^   |
| Франция (SNEP) | 2× Золотой    | 200 000*   |
| Гонконг (IFPI Hong Kong)                                                                                                 | Платиновый    | 20 000*    |
| Нидерланды (NVPI) | Платиновый    | 100 000^   |
| Новая Зеландия (RMNZ) | Платиновый    | 15 000^    |
| Испания (PROMUSICAE) | Золотой       | 50 000^    |
| Швейцария (IFPI Switzerland)                                                                                             | Золотой       | 25,000^    |
| Великобритания (BPI) | 2× Платиновый | 600 000^   |
| США (RIAA) | 4× Платиновый | 4 000 000^ |
| * Данные о продажах приведены только на основе сертификации. ^ Данные о тиражах приведены только на основе сертификации. |               |            |